# Тахватулин, Габид Ахметович
Габи́д Ахме́тович Тахвату́лин (1899—1982) — советский партийный деятель. Участник Октябрьской революции в России, гражданской и Великой Отечественной войн. Депутат Верховного Совета Якутской АССР I созыва (1938—1947).

## Биография
Габид Ахметович Тахватулин родился в Якутске в семье рабочего. В связи с тяжёлым материальным положением семьи в 17-летнем возрасте бросил учёбу в Якутском реальном училище и начал свою трудовую деятельность рабочим электростанции и грузчиком. В это же время под влиянием ссыльных большевиков был вовлечён в революционную работу: вступил в подпольный революционный кружок «Рассвет», организованный Емельяном Ярославским, а затем стал членом кружка «Юный социал-демократ», созданного Серго Орджоникидзе, Емельяном Ярославским и Григорием Петровским. Весной 1918 года принял участие в организации нелегальной типографии большевиков, в которой печатались «Бюллетени» Якутского Совета рабочих депутатов, также состоял бойцом подпольной боевой дружины.
В июне 1918 года Тахватулин вступил в ряды Красной гвардии, принимал участие в свержении власти эсеров, купцов и тойонов. После установления в Якутии власти Колчака вступил в партизанский отряд, был арестован, затем выпущен под надзор. Весной 1919 года был мобилизован в Колчаковскую армию и направлен в Красноярск, где участвовал в вворужённом выступлении 31-го стрелкового полка. Впоследствии перешёл в Красную Армию и по заданию большевистской организации вёл революционную работу среди солдат.
По возвращении в 1920 году в Якутск работал в губернском военкомате, позднее был направлен в губчека. С 1931 по 1933 годы учился в Москве в планово-экономическом институте; с 3-го курса учёбы был направлен начальником политотдела Олёкминской МТС, затем избран секретарём Олёкминского райкома ВКП(б).
С 1942 года в рядах Красной Армии принимал участие в боях Великой Отечественной войны; дважды был ранен. После демобилизации с 1945 по 1962 годы находился на партийной службе в горкоме и обкоме КПСС Якутска.
В 1962 году вышел на пенсию, проживал в Казани.